# Didier Dias de Moraes
Didier Dias de Moraes é um designer brasileiro. Graduado em Arquitetura pela USP, tem Mestrado em Educação e Doutorado em Design pela mesma instituição. De 1996 a 2014 foi editor e supervisor de arte nas editoras Ática e Scipione, do grupo Abril Educação. De 2012 a 2015 foi professor convidado no curso de editoração da ECA-USP. Em 2017, lançou o livro Design de Capas do Livro Didático: a Editora Ática nos Anos 1970 e 1980 pela Edusp. O livro teve como base a Tese de Doutorado de Moraes, que analisava a importância do design das capas dos livros didáticos. Por esta obra, ganhou em 2018 o Prêmio Jabuti na categoria "Economia Criativa".